# Пыльный кролик
«Пыльный кролик» (англ. Dust Bunny) — американский фильм ужасов режиссёра Брайана Фуллера. В фильме снимутся Мадс Миккельсен, Сигурни Уивер и Дэвид Дастмалчян.

## Сюжет
Восьмилетняя девочка просит соседа помочь убить монстра, который прячется под её кроватью и который съел её семью.

## В ролях
- Мадс Миккельсен[3]
- Сигурни Уивер[4]
- Дэвид Дастмалчян[5]

## Производство
В ноябре 2022 года стало известно, что Брайан Фуллер станет продюсером и режиссёром фильма ужасов «Пыльный кролик» (англ. Dust Bunny) по собственному сценарию. Это будет дебют Фуллера в качестве режиссёра полнометражного фильма. Главную роль в фильме исполнит Мадс Миккельсен. В июне 2023 года к актёрскому составу фильма присоединилась Сигурни Уивер, а в декабре — Дэвид Дастмалчян
Съёмки начались в Будапеште в июне 2023 года. Так как организаторы съёмок не входили в Альянс продюсеров кино и телевидения, было достигнуто «временное соглашение» на продолжение съёмок во время забастовки SAG-AFTRA.